# Cerkiew Podwyższenia Krzyża Pańskiego w Moskwie (Chamowniki)
Cerkiew Podwyższenia Krzyża Pańskiego – prawosławna cerkiew w Moskwie, w Chamownikach. Należy do parafii w dekanacie centralnym eparchii moskiewskiej miejskiej Rosyjskiego Kościoła Prawosławnego.

## Historia

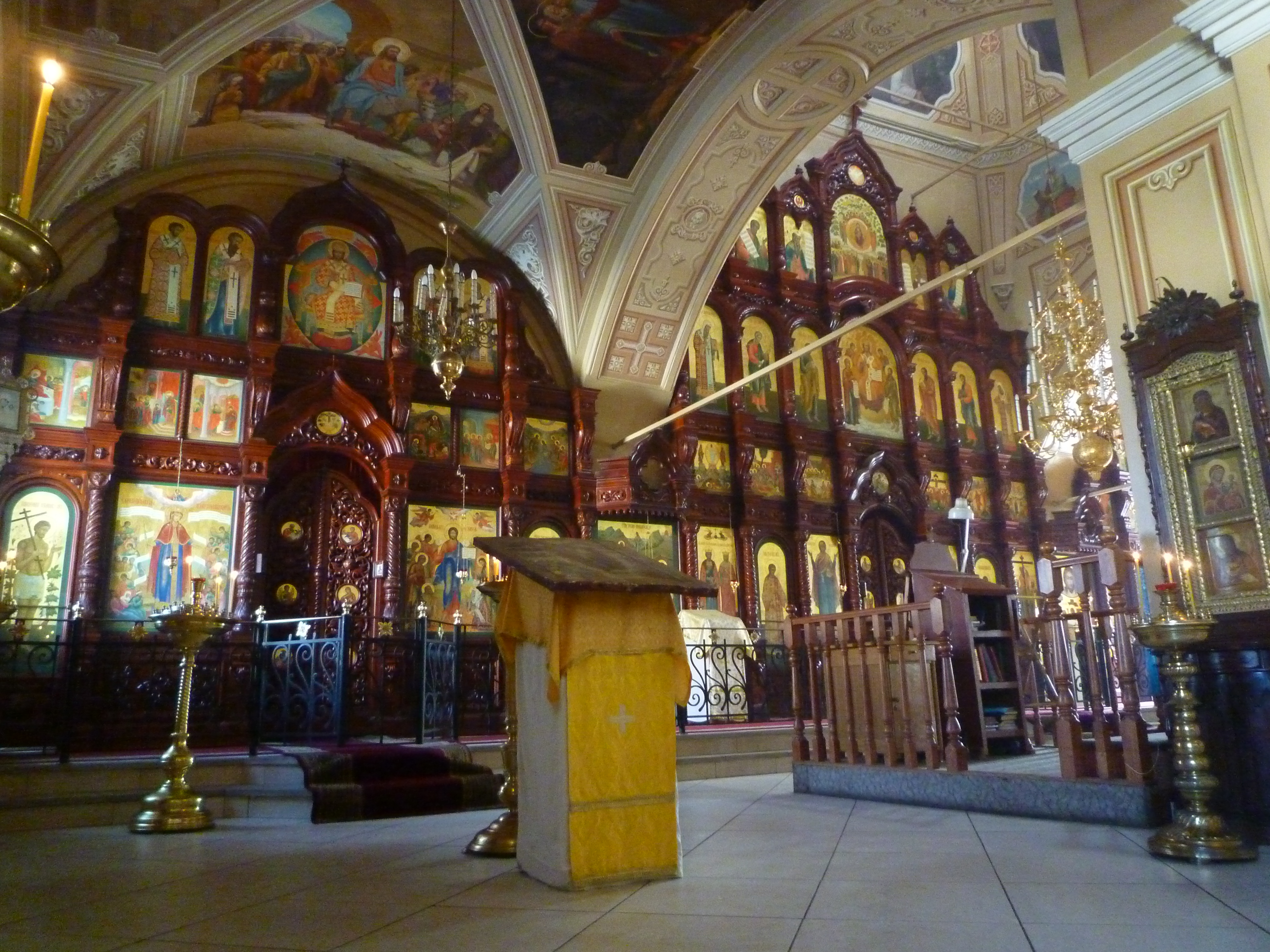
Ikonostas

Pierwsza drewniana cerkiew Podwyższenia Krzyża Pańskiego w Chamownika została wzniesiona w latach 1640–1658. W 1701 na jej miejscu stolnik Wasilij Szeriemietjew ufundował świątynię murowaną, być może z wykorzystaniem części ścian starszego budynku. Początkowo cerkiew posiadała jedną nawę, półokrągłą absydę, przedsionek oraz dwa ołtarze – patronalny oraz Ikony Matki Bożej „Wszystkich Strapionych Radość”. W 1708 część ta została rozbudowana i świątynia stała się kompleksem dwóch złączonych cerkwi, z których każda posiadała oddzielną cebulastą kopułę.
W latach 1761–1762 kompleks świątynny został niemal całkowicie przebudowany. Powiększono wówczas obydwa ołtarze oraz przedsionek. W 1798 budowlę jeszcze rozbudowano. W 1812 budynek ucierpiał w pożarze Moskwy i w roku następnym został powtórnie konsekrowany.
W 1846 z fundacji kupca G. Błochina oraz fabrykanta Ganieszyna w sąsiedztwie cerkwi wzniesiona została dzwonnica zwieńczona iglicą, a do samej świątyni dobudowano trzeci ołtarz św. Gabriela Archanioła. Całość poświęcono w 1852. Kolejne zmiany w wyglądzie cerkwi zaszły w latach 1894–1895. Budynek został wówczas powiększony według projektu Fiodora Kolbego. Dzięki prywatnym ofiarodawcom, głównie moskiewskim kupcom, w przededniu rewolucji październikowej cerkiew posiadała bogaty wystrój, jeden z najcenniejszych w mieście. Zostało ono w znacznej mierze rozkradzione już w 1918 i wywiezione w kolejnych latach na polecenie władz radzieckich.
Świątynia pozostawała czynna do 1930, gdy jej ostatni proboszcz, protojerej Nikołaj Saryjewski został skazany na zesłanie. Budowla została pozbawiona kopuły i dzwonnicy, a jej wnętrze zaadaptowano na internat. Freski we wnętrzu obiektu pobielono, jednak 70% z nich przetrwało.
Rosyjski Kościół Prawosławny odzyskał obiekt w 1992. W tym też roku w zdewastowanej cerkwi, sukcesywnie odnawianej według projektu O. Kolbego, zaczęto odprawiać nabożeństwa. Prace remontowe w obiekcie zakończyły się w 2000.

## Osoby związane z cerkwią
25 maja 1901 w świątyni ślub wziął pisarz rosyjski Anton Czechow. Parafianami świątyni byli przedstawiciele szlacheckich rodzin Musinów-Puszkinów, Dołgorukowowów  i Szeremietiewów, m.in. poeta Iwan Michajłowicz Dolgorukow.
W latach 20. XX wieku w cerkwi wielokrotnie służyli patriarcha moskiewski i całej Rusi Tichon oraz biskup Serafin.